# Baré (piłkarz)
Baré, właśc. Jader Volnei Spindler (ur. 18 stycznia 1982 w Venâncio Aires) – brazylijski piłkarz występujący na pozycji napastnika. Posiada także obywatelstwo niemieckie.

## Życiorys
Na początku seniorskiej kariery był zawodnikiem EC Guarani, skąd w 2000 roku został wypożyczony do Grêmio FBPA. W 2001 roku został piłkarzem Omiya Ardija. Po roku gry w Japonii przeszedł do Vejle Boldklub. W Superligaen zadebiutował 17 marca 2002 roku w wygranym 1:0 spotkaniu z Odense Boldklub. W najwyższej duńskiej klasie rozgrywkowej rozegrał 10 meczów, a po zakończeniu sezonu został wypożyczony do Botafogo-SP, dla którego w 12 meczach zdobył 12 goli. W pierwszej połowie 2003 roku grał w Montevideo Wanderers. Latem przeszedł do Omiya Ardija, gdzie grał do końca 2004 roku. Następnie został zawodnikiem Ventforetu Kōfu. W 2005 roku zdobył siedem goli w wygranym dwumeczu barażowym z Kashiwą Reysol (2:1, 6:2), dzięki któremu Ventforet awansował do J.League Division 1. W najwyższej lidze japońskiej Baré zadebiutował 5 marca 2006 roku w przegranym 0:2 spotkaniu z Shimizu S-Pulse. Ogółem w sezonie 2006 zdobył 14 goli w 30 meczach, po czym przeszedł do Gamby Osaka. W Gambie zdobył 30 goli w 48 meczach ligowych, a w 2007 roku wygrał z klubem Superpuchar Japonii i Puchar J.League. W 2008 roku został piłkarzem Al-Ahli Dubaj, z którym w sezonie 2008/2009 wygrał UAE Arabian Gulf League. W 2010 roku został zawodnikiem Al-Jazira Club. W 2011 roku zdobył z klubem Puchar Prezydenta. We wrześniu 2012 roku został wypożyczony do końca roku do Al-Arabi SC. W pierwszej połowie 2013 roku grał w Shimizu S-Pulse, po czym przeszedł do Tianjinu Teda. W Chinese Super League rozegrał 29 meczów, debiutując 31 lipca 2013 roku w wygranym 1:0 spotkaniu z Hangzhou Greentown. W lutym 2015 roku został zwolniony z klubu, a w maju na zasadzie wolnego transferu przeszedł do Ventforetu Kōfu. Karierę kończył w 2016 roku jako piłkarz GE Glória.

## Statystyki ligowe
| Sezon         | Klub               | Liga                    | Mecze | Gole |
| ------------- | ------------------ | ----------------------- | ----- | ---- |
| 2001          | Omiya Ardija       | J.League Division 2     | 30    | 13   |
| 2001/2002 (w) | Vejle Boldklub     | Superligaen             | 10    | 3    |
| 2003          | Omiya Ardija       | J.League Division 2     | 43    | 22   |
| 2004          | Omiya Ardija       | J.League Division 2     | 41    | 15   |
| 2005          | Ventforet Kōfu     | J.League Division 2     | 38    | 21   |
| 2006          | Ventforet Kōfu     | J.League Division 1     | 30    | 14   |
| 2007          | Gamba Osaka        | J.League Division 1     | 31    | 20   |
| 2008 (w)      | Gamba Osaka        | J.League Division 1     | 17    | 10   |
| 2008/2009     | Al-Ahli Dubai Club | UAE Arabian Gulf League | 10    | 11   |
| 2009/2010     | Al-Ahli Dubai Club | UAE Arabian Gulf League | 8     | 10   |
| 2010/2011     | Al-Jazira Club     | UAE Arabian Gulf League | 20    | 12   |
| 2011/2012     | Al-Jazira Club     | UAE Arabian Gulf League | 19    | 10   |
| 2012/2013 (j) | Al-Arabi SC        | Qatar Stars League      | 6     | 0    |
| 2013 (w)      | Shimizu S-Pulse    | J.League Division 1     | 16    | 4    |
| 2013 (j)      | Tianjin Teda       | Chinese Super League    | 13    | 3    |
| 2014          | Tianjin Teda       | Chinese Super League    | 16    | 3    |
| 2015          | Ventforet Kōfu     | J1 League               | 21    | 8    |